# قوش خانة
قوش خانة (بالفارسية: قوش‌خانه) هي مستوطنة تقع في منطقة سانجار الريفية (Sangar Rural District) في إيران. يقدر عدد سكانها بـ 327 نسمة .